# 高崎健康福祉大学高崎高等学校
高崎健康福祉大学高崎高等学校（たかさきけんこうふくしだいがく たかさきこうとうがっこう）は、群馬県高崎市中大類町にある私立高等学校である。学校法人高崎健康福祉大学が設置する。略称は健大高崎（けんだいたかさき）。県内では健大（けんだい）と呼ばれる。

## 概要
- 全日制の普通科高校であり、現在は、特進コース・大進コース・進学コース・アスリートコースでクラス編成されている。
- 2000年度まで群馬女子短期大学附属高等学校（女子校）という名前だった。
- 「感謝・奉仕・友愛」を校訓としている。
- 各学年約500名で、13・14クラスが設けられている。
- 通学は、自転車（高崎駅から約20分、倉賀野駅から約10分）またはスクールバス（高崎駅から約15分、前橋駅から約20分）。
- 校歌の作詞は冬杜花代子、作曲は坂田晃一が手掛けている。歌詞に「Be together」や「Wow wow」といった英語のフレーズが含まれていることから、本校は「印象的な校歌の高校」として知名度が高い[1]。
- 主にネット上などでは硬式野球部が甲子園に出場し、校歌が全国的に知れ渡るようになった2011年夏ごろは上記の校歌の一節「Be together」と「高崎」を掛けて「トゥギャ崎」と呼ばれ話題になった。
- スクールポリシーに「自他ともにWell-beingの実現に向かう学習者」を掲げて非認知能力の育成に力を入れている。特に、総合的な探究の時間には「Well-being探究」という独自の教育活動を展開している。

## 沿革
- 1936年 - 服装和洋裁女学院として創立。
- 1954年 - 財団法人須藤学園を設立し、須藤高等技芸学校と改称。
- 1966年 - 群馬女子短期大学を開校。
- 1968年 - 群馬女子短期大学附属高等学校を開校。
- 2001年 - 高崎健康福祉大学高崎高等学校と改称、男女共学に。
- 2011年 - 第93回全国高等学校野球選手権大会で群馬県代表校として甲子園初出場。
- 2012年 - センバツ高校野球で初出場。
- 2014年 - 夏の甲子園で3年ぶり2回目の出場。
- 2015年 - センバツ高校野球で3年ぶり2回目の出場。夏の甲子園で2年連続3回目の出場。
- 2017年 - センバツ高校野球で2年ぶり3回目の出場。
- 2019年 ‐ 第50回明治神宮野球大会に関東地区代表として初出場。準優勝を果たす。
- 2020年 - センバツ高校野球で3年ぶり4回目の出場が決定したが新型コロナウイルスの影響で中止に。救済措置として実施された甲子園交流試合に出場。試合では敗れている。
- 2024年 - センバツ高校野球で初優勝を果たす。群馬県勢としても初の春優勝となった。

## 学科
- 普通科
  - 特別進学コース
  - 大進コース
  - 進学コース
  - アスリートコース

## 主な部活動
硬式野球部・サッカー部・ソフトテニス部・陸上競技部（以上男子）、ソフトテニス部・剣道部・ソフトボール部・バレーボール部・陸上競技部・サッカー部（以上女子）が強化指定部に指定されている。 
- 陸上競技部（女子）- 1990年、第2回全国高等学校駅伝競走大会で優勝。
- 硬式野球部 - 選抜高等学校野球大会出場7回（2024年春〈第96回〉優勝、2012年春〈第84回〉ベスト4、2015年春〈第87回〉・2017年春〈第89回〉ベスト8）。全国高等学校野球選手権大会出場4回（2011年夏〈第93回〉、2014年夏〈第96回〉ベスト8、2015年夏〈第97回〉ベスト16、2024年夏〈第106回〉）。通算成績19勝8敗。「機動破壊」というチームスローガンで知られる。
- 女子サッカー部 - 2013年の第21回全日本高等学校女子サッカー選手権大会の関東大会で準優勝し群馬県勢としては17年ぶりの全国大会に出場した。
- バレーボール部（女子） - 春の高校バレー出場7回（第65回、第66回、第68回、第74回、第76回、第77回）、高校総体出場7回。
- ソフトボール部（女子） - 選抜大会出場16回、高校総体出場13回。
- 剣道部（女子） - 選抜大会出場24回、高校総体出場24回（3位2回）。

## 系列校との関連
高崎健康福祉大学への特別選抜制度があり、年度によって人数の増減はあるが、60～70名前後の生徒が進学する。成績によっては入学金が免除（2分の1、あるいは4分の1）される。全学部学科が対象。
「高大連携授業」と称して、高崎健康福祉大学の各学部学科の教授陣による出前授業が毎年定期的に、希望生徒を対象に実施されている。

## 制服
- 制服と鞄と靴は森英恵のデザインで、女子のスカートは紺無地と赤茶系のチェックの2種類があり入学式や卒業式などの式典のときには紺無地を着用するようになっていた時期もあったが、現在では鞄と靴の指定は廃止され女子のスカートが赤茶系のチェックに統一された。
- 冬服は、女子が紺のブレザーに赤系チェックのスカートに赤い大きめのリボンであったが、現在はリボンの大きさは一般的なサイズになった。男子は黒のブレザーに灰色チェックのズボンに赤系のネクタイである。
- 夏服は、白いポロシャツに、女子のスカートは水色を基調とした爽やかなチェック柄であったが、2024年度から紺とキャメルを基調としたチェック柄になった。

## 著名な出身者

### 野球
- 是澤涼輔 - プロ野球選手、育成
- 清水叶人 - プロ野球選手
- 下慎之介 - プロ野球選手、育成
- 田中陽翔 - プロ野球選手
- 柘植世那 - プロ野球選手
- 長坂拳弥 - プロ野球選手
- 根井大輝 - 元プロ野球選手
- 三ツ間卓也 - 元プロ野球選手
- 麦谷祐介 - プロ野球選手、1年冬に大崎中央高等学校へ転出
- 山下航汰 - 元プロ野球選手
- 湯浅大 - プロ野球選手
- 脇本直人 - 元プロ野球選手

### 陸上競技
- 青木瑠郁 - 陸上競技長距離選手
- 新井文子 - 陸上競技中距離選手
- 久保田和恵 - 陸上競技中距離選手
- 長谷川雅子 - 陸上競技短距離・中距離選手
- 不破聖衣来 - 陸上競技長距離選手

### その他のスポーツ
- 小野関虎之介 - サッカー選手
- 貞包紘子 - ショートトラックスピードスケート選手
- 関沼海亜 - サッカー選手
- 深尾巴恵 - ボートレーサー
- 涌井秀人 - サッカー指導者

### その他の出身者
- 空風マイキ - レースクイーン、グラビアモデル
- 堀井千砂 - 声優
- 犬走匠太 - Youtuber、STスタジオの元メンバー
- 来栖めい - AV女優

## 著名な教職員・関係者
- 青栁博文（野球部監督）

## 系列校
学校法人高崎健康福祉大学
- 高崎健康福祉大学
- 高崎健康福祉大学附属幼稚園[2]